# Caleniopsis
Caleniopsis — рід лишайників родини Gomphillaceae. Назва вперше опублікована 1987 року.

## Види
Згідно з базою даних Index Fungorum рід налічує 2 види:
- Caleniopsis laevigata
- Caleniopsis tetramera

## Поширення
Мешкають в тропіках.